# 俞叔平
俞叔平（1911年7月1日—1978年2月14日）浙江諸暨人， 中華民國法學家、外交官。

## 生平
俞叔平1911年7月1日出生於浙江諸暨，1926年入諸暨縣立中學就讀，1928年以優異的成績畢業；同年，經選拔考取浙江警官學校正科第一期，1930年畢業，通過浙江省官費留學生考試順利錄用，遠赴奧地利維也納大學學習警政專業。1933年冬，歸國，任杭州警察局司法科科長幫辦；1934年秋，再度接受官費資助赴奧地利，進維也納大學法律系深造，同時在維也納警官大學進修。1938年榮獲維也納大學法學博士學位，為中國第一個警察博士生。
1940年任國民黨中央組織部人事室主任（朱家驊時為組織部長）。1942年任國立重慶大學訓導長兼商學院教授，1943年12月出任中央考試院法規委員會委員。1945年抗戰勝利後，到上海，被宣鐵吾任命為上海市警察局副局長，1947年7月任代理局長，不久任局長，兼任國立同濟大學法學院、東吳大學法學院教授，講授刑法。
俞叔平1949年去臺灣，1950年，任臺灣司法部政務次長兼刑事司司長。1951年任國立臺灣大學法律研究所教授，受聘擔任國立臺灣大學、國立清華大學、文化大學三個大學法學院的教授。並且從事律師工作，同時寫了大量的法學著作，他是臺灣最高產的司法專家。1952年後，兩度應邀以客座教授資格赴聯邦德國明斯特大學、西柏林大學等處講學；1962年任臺灣中國文化學院教授兼德文系主任和文學部主任。1964年任中華民國駐聯合國原子能總署大使銜的常任代表。1969年轉任中華民國駐尼加拉瓜共和國全權大使。1972年調任中華民國外交部顧問，不久循《臺灣政務官退休條例》引退，復任中國文化學院（現為中國文化大學）教授兼文學部主任。1978年2月，病逝於臺北市。

俞叔平曾獲奧地利國家學術勛章。1950年代初，中國幾乎所有大學法學院都采用俞叔平編撰的教材，司法院校圖書館裏所能找到的中文司法理論書籍，許多都是俞叔平的著作。直到60年代才有所改變。即使是今天，中國很多司法論文，許多觀點或是論點的出處，都出自俞叔平的著作。

## 家庭
俞叔平的兒子俞力工是一名居住在维也纳的国际评论专栏作家。

## 著作
- 《刑事警察的理論與實際》
- 《刑事法與刑事科學》
- 《刑法分則大綱》
- 《犯罪與偵查》
- 《指紋學》
- 《法醫學》
- 《監察制度新論》
- 《行政法典芻議》
- 《論法學人才之培養與運用》
- 《德國的刑事司法教育與刑事科學》
- 《奧地利行政處罰法之介紹》
- 《化學兵器與國際公法》-（德）奧興維克（A. B. Overweg）著※俞叔平譯